# Friedrich Alefeld
Friedrich Georg Christoph Alefeld, genannt Lechdring Lechdringhausen (* 21. Oktober 1820 in Gräfenhausen; † 28. April 1872 in Ober-Ramstadt) war ein deutscher Arzt und Botaniker. Sein offizielles botanisches Autorenkürzel lautet „Alef.“

## Leben
Friedrich Alefeld wurde als Sohn eines Kirchenrates geboren. Er besuchte die Gymnasien in Worms und Darmstadt, wechselte dann 1839 an die Universität Gießen. Von 1840 bis 1842 studierte er in Heidelberg, wo er sich den Naturwissenschaften zuwandte. 1843 promovierte er in Gießen. Nach einer halbjährigen praktischen Tätigkeit am Juliushospital in Würzburg ließ er sich als Arzt in der Nähe von Darmstadt nieder: vom Frühling 1844 in Nieder-Modau und ab 1847 in Ober-Ramstadt, wohnte ab 1. Juli 1867 in dem früheren Dr. Gustav Knös’schen Haus und war ab 1868 der Besitzer des Anwesens. In Ober-Ramstadt ist eine Straße nach Alefeld benannt.

## Werk
Seine wissenschaftliche Tätigkeit richtete sich insbesondere auf die systematische Bearbeitung der deutschen Nutzpflanzen und deren Systematik. Er widmete sich insbesondere einzelnen Pflanzengattungen aus den Familien der Leguminosen und Malvaceen. Außer einer Reihe von Abhandlungen in den damaligen deutschen botanischen Zeitschriften schrieb er auch ein Buch über die Auswirkungen von Kräuterbädern auf die Gesundheit.

## Werke
Eine Auswahl seiner zahlreichen Schriften:
- Landwirthschaftliche Flora. oder Die nutzbaren kultivirten Garten- und Feldgewächse Mitteleuropa's in allen ihren wilden und Kulturvarietäten für Landwirthe, Gartner, Gartenfreunde und Botaniker insbesondere für landwirthschaftliche Lehranstalten. Berlin, Wiegandt & Hempel, 1866.
- Grundzüge der Phytobalneologie; oder, Der Lehre von den Kräuter-Bädern. Neuwied, Heuser, 1863.
- Die Bienen-Flora Deutschlands und der Schweiz. Neuwied, Heuser, 1863.